# Francisco Moliner Nicolás
Francisco Moliner Nicolás (València, 1851 - Madrid, 21 de gener de 1915) fou un metge i polític valencià, diputat a les Corts Espanyoles durant la restauració borbònica.

## Biografia
Estudià medicina a la Universitat de València, on fou deixeble de Nicolás Ferrer Julve. Durant el 1883 fou catedràtic de patologia clínica de la Universitat de Saragossa, catedràtic d'obstetrícia de la Universitat de Granada i de fisiologia a la Universitat de València, de la qual serà rector el 1886, 1893 i 1897. Hi va desenvolupar la histopatologia, la fisiopatologia i la bacteriologia.
El 1885 es va oposar públicament a l'assaig de la vacuna contra el còlera que van fer a València Jaume Ferran i Clua, Amalio Gimeno Cabañas i Manuel Candela Pla, amb els quals va polemitzar públicament perquè considerava que les estadístiques del seu ús eren poc fiables.
Gràcies als seus articles sobre malalties infeccioses i contagioses, el 1890 l'ajuntament de València el va comissionar per a estudiar a Alemanya el mètode de Robert Koch per a combatre la tuberculosi. El 1895 fou nomenat president de l'Ateneu Científic, Artístic i Literari de València, i es va fer força popular per organitzar una campanya per a construir un sanatori de tuberculosos a la cartoixa de Portaceli (Bétera) de socors als pobres.
La construcció del sanatori el va impulsar a dedicar-se a la política. Inicialment va militar al Partit Liberal, amb el qual fou elegit diputat a les eleccions generals espanyoles de 1901. El 1908 fou arrestat i separat de la seva càtedra pel governador civil Pérez Moroso per haver promogut una vaga d'estudiants i criticar l'escassetat del pressupost acadèmic, amb l'excusa de la publicació d'un pamflet que no fou dut al governador per a la seva aprovació. A les eleccions generals espanyoles de 1914 fou escollit novament diputat pel Partit Conservador, però va morir poc després. El seu enterrament fou un gran esdeveniment i el 1919 se li va erigir un monument.

## Obres
- Tratado de patología general
- La cuestión Ferran (1885).
- Historia de la cuestión Ferrán en España y Francia.
- Tratado de la pulmonía infecciosa
- Patogenia y tratamiento del cólera
- Del cólera en el estado actual de la ciencia y su tratamiento por el lavado de sangre (1890)
- Lecciones clínicas sobre la pulmonía infecciosa.